# Bartoneloza

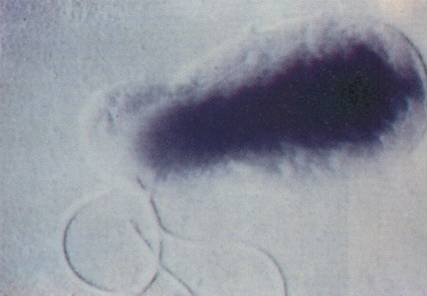
Bakteria rodzaju Bartonella

Bartoneloza – jedna z odzwierzęcych chorób zakaźnych, wywołana przez bakterie rodzaju Bartonella, zazwyczaj przenoszone na człowieka przez owady. Do zakażenia dochodzi przez ukąszenie. W zależności od gatunku bakterii wywołujących infekcję, możemy mieć do czynienia z różnymi bartonelozami:
- Gorączka okopowa, wywoływana przez Bartonella quintana, przenoszone przez wesz ludzką (odzieżową)
- Choroba kociego pazura, wywoływana przez Bartonella henselae lub Bartonella clarridgeiae, przenoszona przez koty
- Choroba Carrióna, wywoływana przez Bartonella bacilliformis, przenoszone przez moskity
- Angiomatosis bacillaris, wywoływana przez Bartonella quintana lub Bartonella henselae u osób o obniżonej odporności

## Klasyfikacja ICD10
| kod ICD10     | nazwa choroby                          |
| ------------- | -------------------------------------- |
| ICD-10: A44   | Bartoneloza                            |
| ICD-10: A44.0 | Bartoneloza układowa                   |
| ICD-10: A44.1 | Bartoneloza skórna i śluzówkowo-skórna |
| ICD-10: A44.8 | Inne postacie bartonelozy              |
| ICD-10: A44.9 | Bartoneloza, nie określona             |